# Domanín (Boêmia do Sul)
Domanín é uma comuna checa localizada na região da Boêmia do Sul, distrito de Jindřichův Hradec.